# ستيفاني جونسون
ستيفاني جونسون (بالإنجليزية: Stephanie Johnson)‏ هي كاتِبة وشاعرة نيوزيلندية، ولدت في 1961 في أوكلاند في نيوزيلندا.